# Styrenoxid
Styrenoxid je epoxid odvozený od styrenu. Lze jej připravit epoxidací styrenu:
Styrenoxid je slabě rozpustný ve vodě. I stopové množství kyseliny ve vodě způsobí hydrolýzu na racemický fenylethylenglykol přes arylkation. Pokud množství vody nestačí k proběhnutí této reakce, dojde ke kysele katalyzované izomeraci na fenylacetaldehyd.
Styrenoxid je v těle metabolizován na kyselinu mandlovou, kyselinu fenylglyoxylovou, kyselinu benzoovou a kyselinu hippurovou.

## Stereospecifické reakce
Jelikož má styrenoxid chirální centrum na benzylovém atomu uhlíku, existují dva enantiomery, (R)-styrenoxid a (S)-styrenoxid. Je.li použit opticky čistý reagent, vznikne pouze jeden z těchto izomerů.

## Toxikologie
Styrenoxid je hlavním metabolitem styrenu u člověka a zvířat, vzniká oxidací cytochromen P450. Je považován za možný karcinogen. Styrenoxid je hydrolyzován na styrenglykol pomocí enzymu epoxidhydrolázy.
Styrenoxid je chirální a má tedy dva enantiomery. Bylo zjištěno, že (R)-styrenoxid více vzniká v tělech myší, zatímco (S)-styrenoxid převažuje u krys. U lidských dobrovolníků bylo po vystavení styrenu celkové vylučování (S)-izomeru styrenglykolu a kyseliny mandlové než u (R)-formy. V lidských jaterních mikrozomech cytochromem P450 řízená epoxidace styrenu vytvářela více (S)-izomeru než (R)-izomeru; (S)-enantiomer byl také hydrolyzován přednostně před (S)-enantiomerem. (R)-Styrenoxid je pro myši toxičtější než (S)-styrenoxid.